# Надкрылья

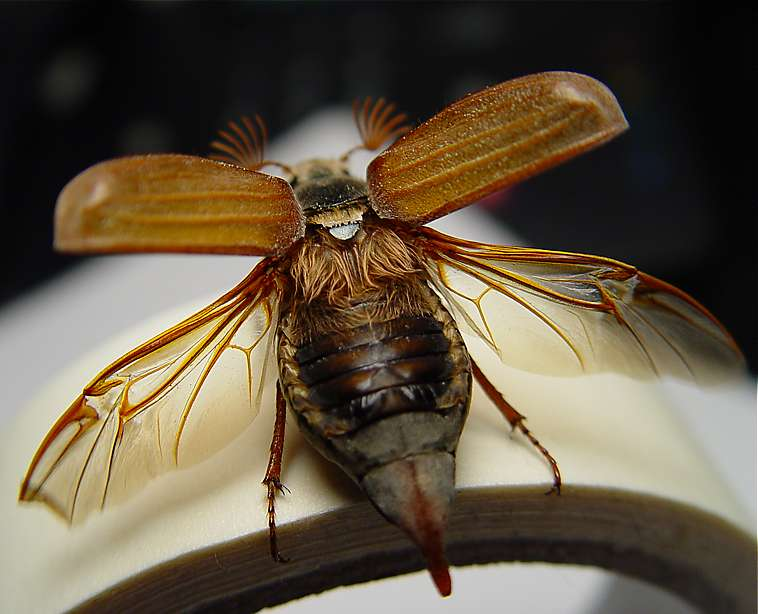
Хрущ, готовящийся к взлёту. Отчётливо видна разница между твёрдыми надкрыльями и располагающимися под ними тонкими прозрачными крыльями.

Надкрылья, или элитры (лат. elytrae) — передняя, видоизменённая пара крыльев у жуков и некоторых клопов, прикрывающая сложенные на спине задние крылья.
У жуков надкрылья сильно склеротизированы, почти без следов жилкования. Как правило, покрывают брюшко полностью либо бывают укороченными (мертвоеды, стафилиниды).
Утрачивают функцию активных органов полёта (становясь лишь несущими плоскостями) или вовсе не участвуют в нём (бронзовки) и выполняют защитную функцию.
У жуков с редуцированными крыльями (пустынные жуки, усачи Dorcadion) надкрылья могут срастаться.